# 松尾和美 (陸上選手)
松尾 和美（まつお かずみ、現姓・坂本。1974年4月18日 - ）は、兵庫県神戸市垂水区出身で1990年代後半～2000年代前半に活躍した元日本女子陸上競技（長距離走・マラソン）選手。2001年エドモントン世界陸上女子マラソン代表。現役時代には天満屋・女子陸上競技部に所属していた。

## 略歴
1990年3月・神戸市立垂水中学校、1993年3月・須磨女子高校（現・須磨学園高等学校）各卒業。中学・高校で陸上競技部の同期生には岡本治子（元ノーリツ所属）が居る。1993年4月・東京農業大学短期大学へ入学、1995年3月に同短大を卒業。
1995年4月、天満屋（岡山県岡山市）に入社。天満屋女子陸上部の先輩には2000年シドニーオリンピック女子マラソン7位入賞の山口衛里、後輩には2004年アテネオリンピック女子マラソン7位入賞の坂本直子、エドモントン世界陸上女子マラソン22位の松岡理恵らが所属していた。
社会人入り後はトラック競技でも目立った成績を残せず、1999年8月の北海道マラソンで、初マラソンながらも引退覚悟での出走を決意していたという。しかしその北海道では優勝候補だった安部友恵に競り勝って快走、2時間32分14秒のゴールタイムでいきなりマラソン初優勝を果たした。その後は山口衛里の、シドニー五輪前の練習パートナーに指名されて現役を続行する事となる。
2度目のマラソンは翌2000年9月のベルリンマラソン、2時間26分15秒のタイムでまたも優勝。自身マラソンで2連覇、及び同ベルリンマラソンでは日本人初の優勝を成し遂げた。
3度目のマラソンは、2001年3月の名古屋国際女子マラソン（昨年の大会も出走を予定したが欠場）。レースの序盤から後半まで、5キロ毎のラップタイムが17分台を刻み続けながら、先頭集団はゆったりとしたペースが続いたが、レース終盤の35キロ過ぎに松尾が自らじわりとペースアップ。その後は大南敬美とのマッチレースとなったが、瑞穂陸上競技場へ入ってから松尾が大南を突き放して、自己ベストタイムの2時間26分01秒で、マラソン3連覇を達成した。
4度目のマラソンは、2001年8月の世界陸上エドモントン大会の最終日に行われる女子マラソンだった。松尾のマラソン4連覇が期待されていたが、本番直前に発熱による体調不良の中のレースとなり、中盤付近で優勝争いから脱落。結果2時間29分57秒の9位に終わり、マラソン4連覇はならなかった（優勝はリディア・シモンで金メダル獲得。ほか土佐礼子が2位入賞で銀メダル獲得、渋井陽子は4位入賞。なお日本女子団体は金メダルを獲得）。
周囲はまだやれると思う中、2002年1月に引退を表明。短い期間ながらもやり切った、マラソンを好きなまま辞められたと裏陸上物語で語る。引退後に結婚し、現在は、マラソン大会のゲストランナーや講演などで活動中である。

## 著書
- 『「天満屋」強さの秘密　オリンピックへの道』（文芸社、2008/8、ISBN 978-4286052960）